# Мацкявічюс Казімерас Юозович
Казімерас Юозович Мацкявічюс (Казімієрас Іозо Мацкевічюс) (лит. Kazimieras Juozo Mackevičius) (14 лютого 1932, місто Кедайняй, Литва — 2010) — литовський радянський державний діяч, 1-й секретар Клайпедського міського комітету КП Литви, 1-й секретар Вільнюського міського комітету КП Литви, секретар ВЦРПС. Кандидат у члени Президії (Бюро) ЦК КП Литви з 10 січня 1964 до 3 березня 1971 року. Член Бюро ЦК КП Литви з 5 березня 1971 до 17 листопада 1976 року. Депутат Верховної ради Литовської РСР 6-го скликання. Депутат Верховної ради СРСР 7—9-го скликань.

## Життєпис
Народився в робітничій родині. Закінчив середню школу.
З 1950 року — голова Кедайняйської районної ради добровільного спортивного товариства «Жальгіріс» Литовської РСР.
Член ВКП(б) з 1952 року.
У 1956 році закінчив Одеський інститут інженерів морського флоту.
З 1956 до 1957 року працював заступником начальника Клайпедського морського порту.
У 1957—1959 роках — заступник завідувача відділу промисловості та транспорту ЦК КП Литви.
У 1959—1963 роках — 1-й секретар Клайпедського міського комітету КП Литви.
У 1963 — березні 1971 року — 1-й секретар Вільнюського міського комітету КП Литви.
У березні 1971 — квітні 1977 року — голова Литовської республіканської Ради професійних спілок.
25 березня 1977 — 4 липня 1986 року — секретар Всесоюзної центральної ради професійних спілок (ВЦРПС).
У 1986—1991 роках — голова ЦК профспілки робітників морського та річкового флоту СРСР.
Потім — на пенсії.
Помер у 2010 році.

## Нагороди та відзнаки
- три ордени Трудового Червоного Прапора
- орден Дружби народів
- орден «Знак Пошани»
- медаль «За доблесну працю. В ознаменування 100-річчя з дня народження Володимира Ілліча Леніна» (1970)
- медалі